# Ajmag Bulgan
Ajmag Bulgan (Mongools: Булган аймаг) is een van de eenentwintig ajmguud (bestuurlijke regio's) van Mongolië. De hoofdstad is de gelijknamige stad Bulgan.
Bulgan ligt in het noorden van Mongolië. De noordgrens is tevens de landsgrens met Rusland, meer bepaald met de autonome republiek Boerjatië.

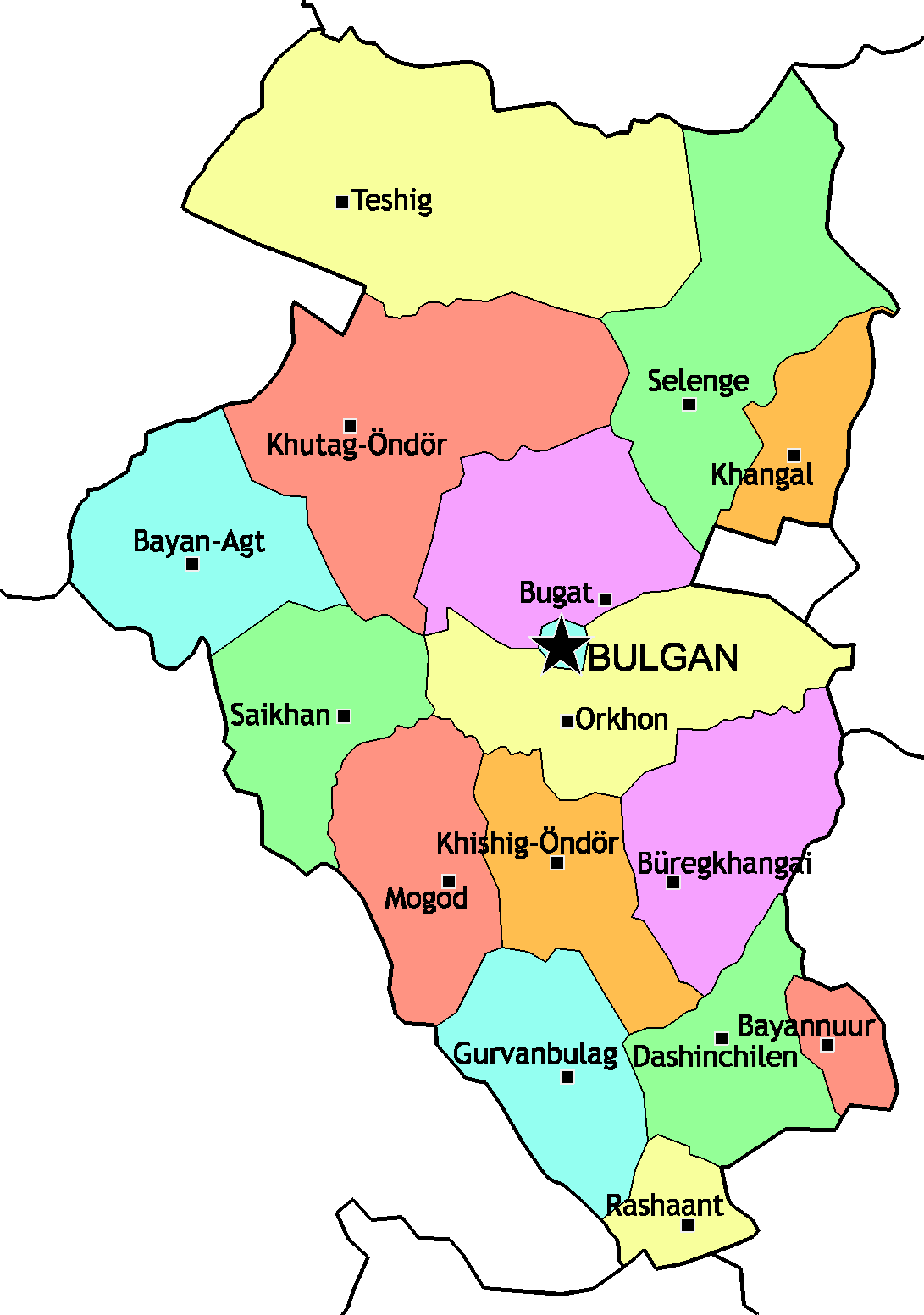
Sums van de ajmag Bulgan

## Geschiedenis
In het dal van de rivier Tolbor, een zijrivier van de Selenga, werden in een archeologische vindplaats stenen werktuigen van ongeveer 45.000 jaar oud ontdekt.

## Geografie
Het noorden van de ajmag wordt gekarakteriseert door alpiene bossen, die in het zuiden overgaan in de met grassen begroeide steppen van het Centraal-Mongoolse hoogland. Belangrijke rivieren zijn de Orhon en Selenga, die van de ajmag Arhangaj door Bulgan naar de ajmag Selenge en verder naar Rusland stromen. De rivieren dragen eraan bij dat het zuiden van de provincie voor landbouw kan worden gebruikt.
De provincie beschikt over steenkoollagen (Ereen-kolenmijn) en gesteente dat als bouwmateriaal kan worden gebruikt.

## Verkeer
Het vliegveld van Bulgan beschikt over een verharde baan. Er zijn regelmatige vluchten op de landshoofdstad Ulaanbaatar en het dient als tussenstop naar de westelijke gebieden van Mongolië.

## Administratieve indeling
De provincie is verdeeld in 15 Sums. Behalve Bulgan-stad, met ruim 12.000 inwoners, zijn de enige grotere plaatsen Hangal en Hutag-Öndör, beide met ongeveer 4600 inwoners.

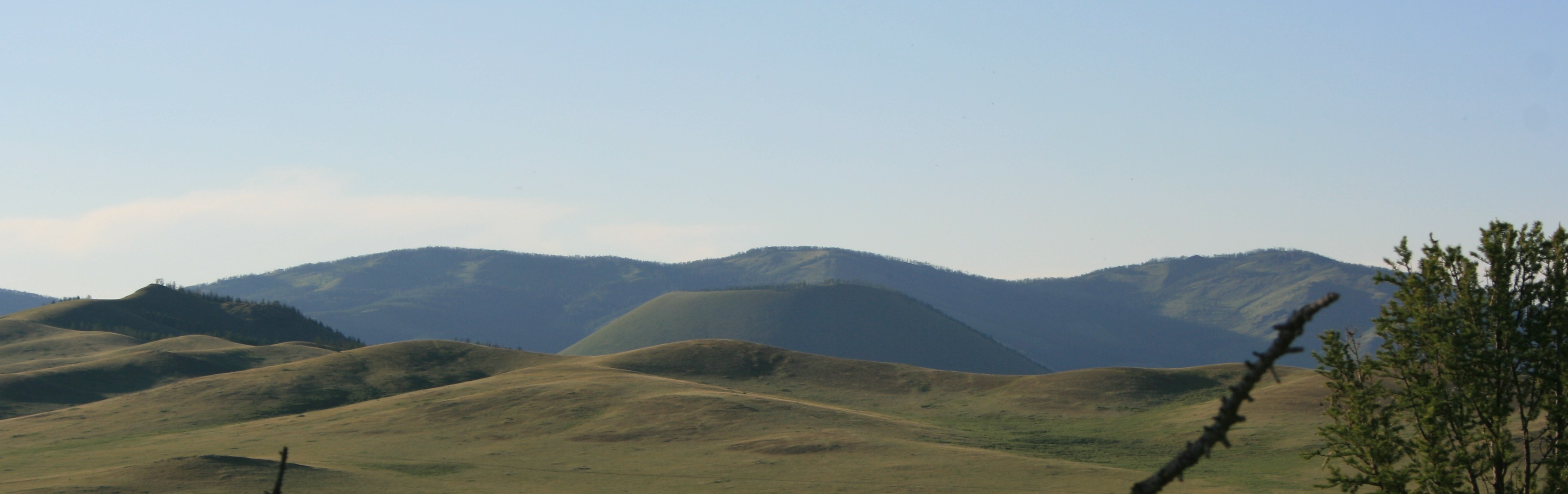
Gedoofde vulkaan Uran Togoo

Arhangaj · Bajan-Ölgi · Bajanhongor · Bulgan · Darhan-Uul · Dornod · Dornogovĭ · Dundgovĭ · Govĭ-Altaj · Govĭsümber · Henti · Hovd · Hövsgöl · Ömnögovĭ · Orhon · Övörhangaj · Selenge · Sühbaatar · Töv · Uvs · Zavhan